# Moon (Kanye West-dal)
A Moon Kanye West amerikai rapper dala a Donda (2021) stúdióalbumáról. A dalon közreműködik Kid Cudi és Don Toliver. Eredetileg csak Toliver szerepelt rajta, Kid Cudi vokálját az első albumbemutatón adták hozzá a számhoz. A dal 17. helyig jutott a Billboard Hot 100-on és 7-ig a Hot R&B/Hip Hop Songs listán.

## Háttér
A Moont 2021. július 23-án mutatták be az album első bemutatóján az atlantai Mercedes-Benz Stadionban, bár akkor csak Don Toliver közreműködését lehetett hallani. A második Donda-bemutatóra, amelyet 2021. augusztus 5-én tartottak a stadionban, már szerepelt a dalon KId Cudi is. A rapper azt írta, hogy az új verziót még ő se hallotta, de, hogy tudott szerepléséről az albumon, csak a végső keverést nem látta még. Cudi ezek mellett azt is elmondta, hogy amikor egy pár héttel korábban azt mondta, hogy nem szerepel az albumon, akkor tényleg nem szerepelt és, hogy West egy pár nappal később vette fel vele a kapcsolatot és létrehozták a dalt. Eredetileg szerepelt volna a Remote Controlon is, de az albumon szereplő verzióról végül eltávolították. A harmadik albumbemutatón, a chicagói Soldier Fielden, 2021. augusztus 26-án a Moonon nem szerepelt Kid Cudi, hanem helyette a Sunday Service Choir énekelt. Az albumon szereplő végső verzión visszatért Kid Cudi és Toliver is.
Egy 2021. szeptember 7-i Twitch közvetítés közben Lil Yachty, aki szerepel a Dondán, az Ok, Ok dalon, elmondta, hogy ő állt Cudi szereplése mögött a Moonon. A rapper elmondta, hogy emlékszik, hogy az első bemutató után látott egy TikTokot, amelyben a Moon egy részletét játszották és a kommentekben „mindenki azt mondta,” hogy Cudi tökéletesen illene a dalhoz. Lil Yachty ez után kapcsolatba lépett Voryval, aki szintén közreműködött az albumon és elmondta neki, hogy Kid Cudinak „rajta kell lennie a Moonon.” A rapper ezek mellett megosztotta, hogy Vory ezek után beszélt Westtel, aki pedig felvette a kapcsolatot Cudival.

## Kereskedelmi teljesítmény
A Donda megjelenését követően a Moon 17. helyen debütált a Billboard Hot 100-on. A dal ezzel egyidőben hatodik helyig jutott a Billboard Christian Songs és a Billboard Gospel Songs listán. Mindkét keresztény zenei listán végül a második helyig jutott. Ezek mellett hetedik volt a Hot R&B/Hip-Hop Songs listán, amellyel egy időben Westnek hét dala szerepelt a slágerlista első tíz helyén, amellyel beállította Drake korábbi rekordját. Kanadában 21. helyig jutott a Canadian Hot 100-on.
A dal sikeres volt Új-Zélandon is, ahol kilencedik volt a kislemezlistán. Ausztráliában 15. helyen lépett be az ARIA kislemezlistára. Izlandon 12. volt, míg Dániában és Norvégiában 22., illetve 23. volt. Az első negyven helyet elérte ezek mellett Litvániában, Írországban és Portugáliában. A Billboard Global 200 slágerlistán 20. helyig tudott emelkedni.

## Közreműködő előadók
A Tidal adatai alapján.
| - Kanye West – producer, dalszerző - E. Vax – producer, dalszerző - BoogzDaBeast – co-producer, dalszerző - DJ Khalil – co-producer, dalszerző - Caleb Zackery Toliver – dalszerző - Scott Mescudi – dalszerző - Irko – mastering hangmérnök, keverési hangmérnök - Alejandro Rodriguez-Dawsøn – felvételi hangmérnök | - Drrique Rendeer – felvételi hangmérnök - James Kelso – felvételi hangmérnök - Josh Berg – felvételi hangmérnök - Mikalai Skrobat – felvételi hangmérnök - Roark Bailey – felvételi hangmérnök - Will Chason – asszisztens felvételi hangmérnök - Louis Bell – hangszerkesztés - Patrick Hundley – hangszerkesztés |

## Slágerlisták
| Slágerlista (2021)                           | Legmagasabb pozíció |
| -------------------------------------------- | ------------------- |
| Ausztrália (ARIA)                            | 15                  |
| Kanada (Canadian Hot 100)                    | 21                  |
| Dánia (Tracklisten)                          | 22                  |
| Franciaország (SNEP)                         | 103                 |
| Global 200 (Billboard)                       | 20                  |
| Görög Nemzetközi Digitális Kislemezek (IFPI) | 59                  |
| Izland (Plötutíðindi)                        | 12                  |
| Írország (IRMA)                              | 36                  |
| Litvánia (AGATA)                             | 26                  |
| Új-Zéland (Recorded Music NZ)                | 9                   |
| Norvégia (VG-lista)                          | 23                  |
| Portugália (AFP)                             | 39                  |
| Szlovákia (Singles Digitál Top 100)          | 72                  |
| Dél-Afrika (RISA)                            | 32                  |
| Svédország (Sverigetopplistan)               | 45                  |
| Brit kislemezlista (OCC)                     | 83                  |
| US Billboard Hot 100                         | 17                  |
| US Christian Songs (Billboard)               | 2                   |
| US Christian Streaming Songs (Billboard)     | 2                   |
| US Gospel Songs (Billboard)                  | 2                   |
| US Hot R&B/Hip-Hop Songs (Billboard)         | 7                   |